# بيت الطلى (كحلان عفار)

تعديل مصدري - تعديل

بيت الطلى هي إحدى قرى عزلة عزان بمديرية كحلان عفار التابعة لمحافظة حجة، بلغ تعداد سكانها 191 نسمة حسب تعداد اليمن لعام 2004.